# Ano-Bom
Ano-Bom ou Ano Bom é a única  ilha e província da Guiné Equatorial, localizada no hemisfério sul, a 350 km da costa oeste do continente africano e 180 km a sudoeste da ilha de São Tomé (São Tomé e Príncipe). O território mede aproximadamente 6,4 km (comprimento) por 3,2 km (largura), com área superficial total de 17,5 km². A população da ilha é determinada em 5 008 pessoas. As atividades econômicas principais são a pesca e extração de madeira.
A ilha constitui a pequena Província de Annobón, uma das sete províncias da Guiné Equatorial. Sua capital é a cidade de San Antonio de Palé (português moderno, Santo António da Praia), ao norte. A vida é calma e os navios normalmente atracam para comprar água e alimentos frescos (abundantes). No entanto, não há serviço regular de transporte marítimo para o resto do país, e o trânsito de embarcações é muito pequeno. O gentílico local é anobonense.

## História

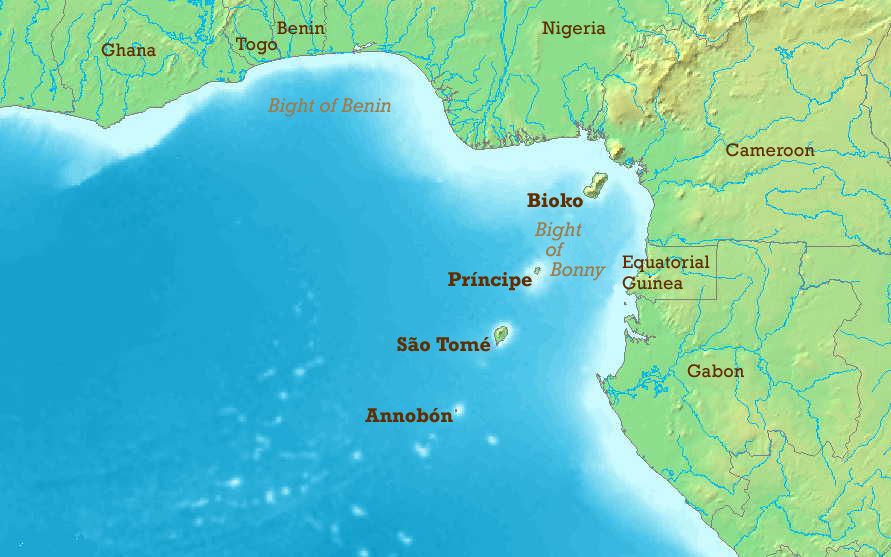
O Golfo da Guiné e a localização da Ilha de Ano-Bom na Linha vulcânica dos Camarões.

A ilha surgiu sobre o mar há mais de 4,8 milhões de anos, com a atividade de um vulcão (extinto há 100 mil anos). O Pico Quioveo é o seu ponto mais alto com 598 metros acima do nível do mar. O território é caracterizado pela fertilidade do solo e por vales e montanhas íngremes, cobertos por bosques de vegetação exuberante. Possui um lago (Lago A Pot) que se acredita ser a cratera central do antigo vulcão, com pequenas ilhas rochosas.
Segundo alguns autores, a ilha foi descoberta pelo explorador português Diogo Cão, no regresso da primeira expedição de 1482-1484. Outros autores sustentam que já teria sido descoberta antes por uma expedição sob comando de Fernão do Pó, a caminho das Índias, em 1 de janeiro de 1473.
O nome Ano-Bom, que em português é sinónimo de ano-novo, é atribuído a ambas as sobreditas expedições, por diferentes autores.
Era uma ilha desabitada, até ao início da colonização em 1474, com africanos de Angola. Os colonos portugueses só se fixaram definitivamente mais tarde, em 1494, na sequência da proclamação de D. João III como senhor da Guiné e primeiro Senhor do Corisco em 1493.
Na sequência dos tratados de São Ildefonso, em 1777, e de El Pardo em 1778, o domínio desta ilha, foi transferido para a coroa de Espanha, juntamente com o domínio das ilhas de Corisco, de Fernando Pó (atual Bioco) e de direitos de comércio numa parte da costa do Golfo da Guiné limitada pelos rios Níger e Ogoué. Em troca destes territórios e dos direitos de livre-comércio, Portugal ganhou garantias de paz em diversas zonas de influência da América do Sul, como a retirada espanhola da Ilha de Santa Catarina e a demarcação de fronteiras no Sul do Brasil. Enquanto  Espanha visava ampliar o seu território em solo africano, Portugal desejava ampliar o seu domínio no Brasil. A colónia formada por Espanha foi posteriormente crismada de «Guiné Espanhola».

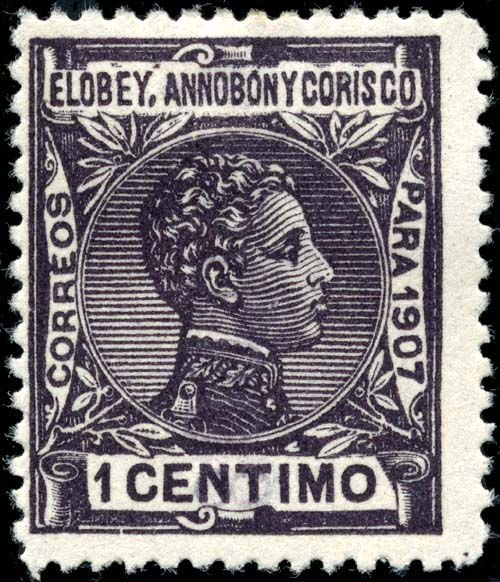
Selo do início do século XX.

A população opôs-se ao novo governo espanhol. Os nativos revoltaram-se contra os novos comandantes e instalou-se uma anarquia. Posteriormente, em comum acordo, a ilha passou a ser administrada por um conselho com cinco nativos, no cargo de governador. Até o fim do século XIX a autoridade espanhola terminou restabelecida e a ilha tornou-se parte da Colónia de Elobey, Annobon, e Corisco. Em 1909, as colónias espanholas de Elobey, Ano Bom, Corisco, Fernando Pó e Guiné Continental foram unidas sob uma administração única, formando a Nova Guiné Espanhola.
Em 1968, a Guiné Espanhola emancipou-se de Espanha, formando o Estado da Guiné Equatorial. Durante o governo de Francisco Macías Nguema a ilha passou a ser chamada Pigalu ou Pagalu (em português, papagaio).
O isolamento geográfico da ilha (muito distante do continente) foi fator determinantes para a preservação de alguns resquícios culturais com Portugal. Na ilha de Ano Bom ainda se usa o chamado Fá d'Ambô, ou seja, o «Falar de Ano Bom», uma língua crioula de base portuguesa, que mantém uma semelhança grande com o dialeto de São Tomé e Príncipe.

## Flora e fauna

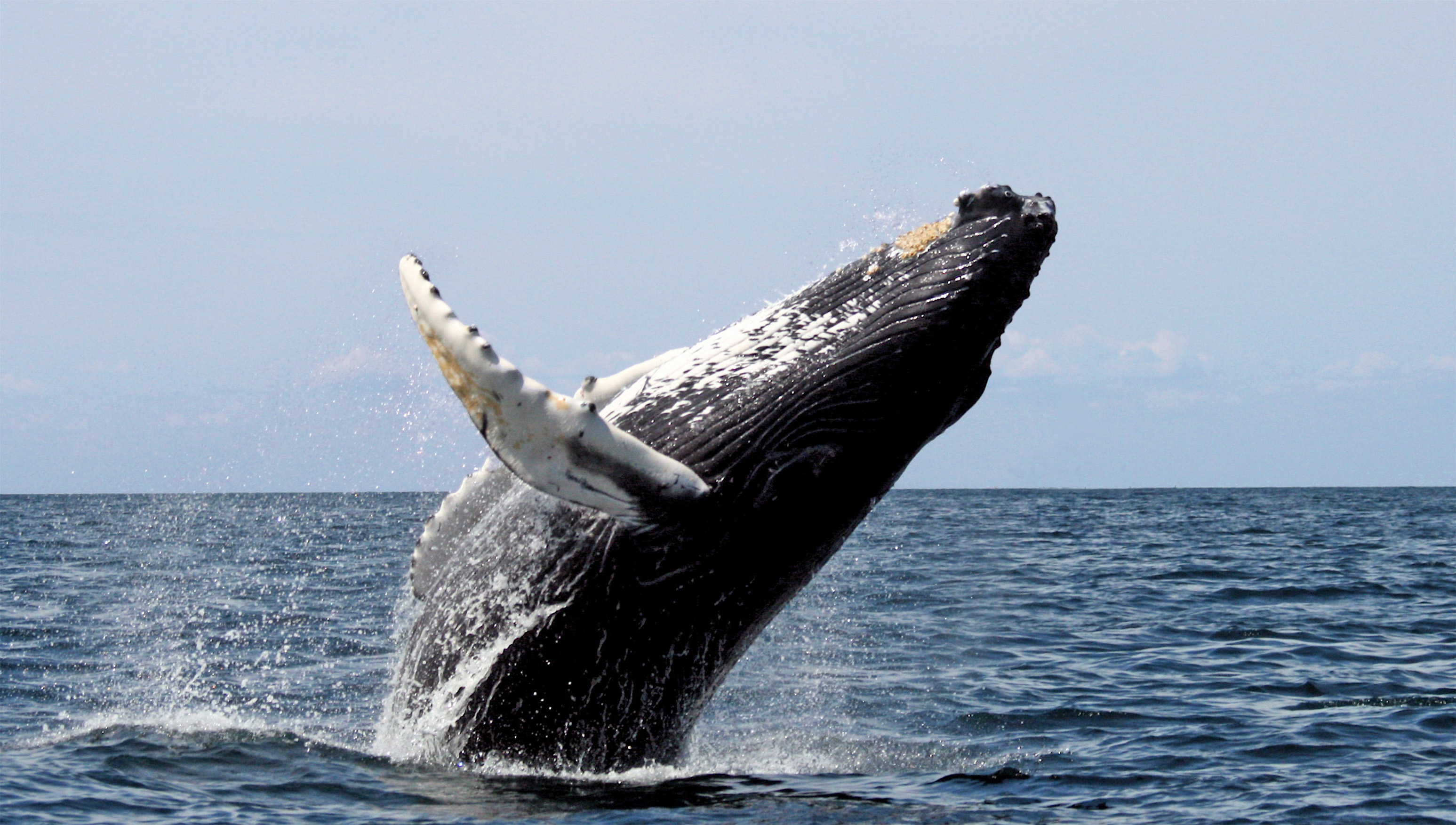
Uma baleia-corcunda (Megaptera novaeangliae) nadando na Baía de Massachusetts. Esta espécie está amplamente distribuída nos oceanos.

Geograficamente esta pequena ilha faz parte da costa do Gabão. Antes da colonização era desabitada e tinha uma grande diversidade biológica. Com a chegada do homem, iniciou-se a exploração ambiental. Da vegetação extraiam madeira para a produção dos cayucos (português, canoa) e outros artefactos; passou-se a caçar baleias-corcunda, baleias-bezerros, e outros cetáceos com arpões ao redor da ilha.
Atualmente, o Ojo Blanco de Annobón (Zosterops griseovirescens) e o Monarca del Paraíso de Annobón (Terpsiphone smithii) são espécies endêmicas de aves canoras, assim como o Pombo Malherbi (Columba malherbii). Algumas espécies foram introduzidas pelo homem, como peixes, ratos, cães e gatos. A ilha não possuiu mamíferos predadores naturais. Há tubarões no mar circundante da ilha.
- Aves: 29 espécies
- Morcegos: 2 espécies (1 endêmica)
- Répteis: 5 espécies endêmicas

1 de cobra
2 de lagartos
3 de tartarugas marinhas
- Anfíbios: 3 salamandras
- Peixe de água doce: 18 espécies (1 endêmica)
- Insetos: incluem mosquitos, escorpiões e grandes centopeias.

Existem ainda 208 espécies de plantas vasculares catalogadas (15% são endêmicas), destacando-se o baobá, o ceiba (usado para construção do cayuco), figueiras e as samambaias.

## Língua e português medieval
O idioma oficial da ilha é o espanhol, assim como em toda Guiné Equatorial. Ainda assim, o espanhol é a segunda língua da população da ilha, sendo usado na indústria do turismo e ensinado às crianças para esse fim. O idioma usado de facto é o Fá d'Ambô, um idioma crioulo, derivado do português de São Tomé e Princípe. O Fá d'Ambô é um património cultural imaterial lusófono de valor inestimável, uma vez que preserva as características originais da língua-mãe. Devido ao isolamento geográfico e a não influência dos meios de comunicação, tais como jornais, TVs e rádios, estima-se que a população anobonense fale como falavam os primeiros habitantes da ilha, seus antepassados medievais.

## Questão do lixo nuclear
A revista alemã Der Spiegel, em sua edição de 28 de agosto de 2006, afirmou que o governo da Guiné Equatorial estaria utilizando o território da ilha de Ano-Bom como local para a deposição de lixo nuclear em troca de dinheiro, e que o assunto é terminantemente proibido, passível de prisão e tortura por parte da ditadura que vive o país:
Those who tell the truth end up in jail. / Aqueles que dizem a verdade terminam na cadeia.— Jean-Louis Ecard, morador

He talks about plane crashes that no one is allowed to discuss, and about Annabón Island, where the government is burying nuclear waste in return for a lot of money. / Ele fala de catástrofes aéreas as quais não são permitidas a ninguém discutir, e sobre a ilha de Ano-Bom, aonde o governo está enterrando resíduo nuclear em troca de muito dinheiro.— Der Spiegel, about Jean-Louis

## Petróleo

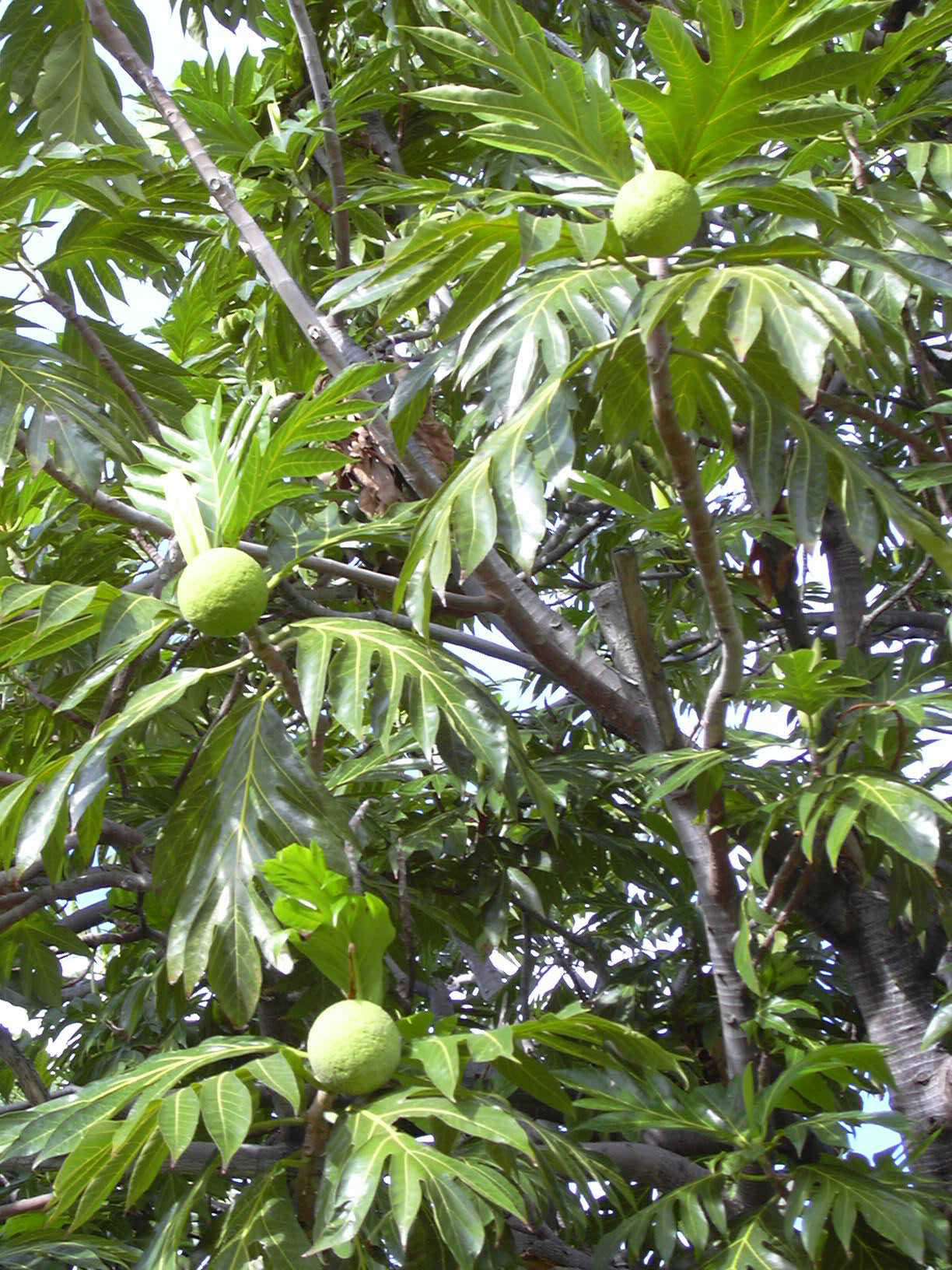
A fruta-pão (Artocarpus altilis) é bastante cultivada na ilha.

O Golfo da Guiné, como é conhecida a plataforma continental marítima da região costeira, produz grande quantidade de petróleo, que representa pouco mais de 80% da economia da Guiné Equatorial. Estima-se que no mar territorial de São Tomé e Príncipe haja aproximadamente 34 bilhões de barris de petróleos para serem explorados, e a Guiné Equatorial reivindica poder explorar petróleo numa área circundante de Ano-Bom bem maior que todo o território continental e mar territorial do país.

## Curiosidades
A ilha, cujo nome oficial atual é Annobón, seguindo o idioma do país, é um paraíso perdido no meio do oceano. Não há água corrente, eletricidade, televisores, refrigeradores, nem hotéis e nem transporte regular. Os alimentos básicos são a yuca e o pescado. Aos visitantes é oferecido arroz importado. Além da pesca, a população mantém-se através da agricultura de subsistência nas zonas de cultivo do litoral. Cada família anobonense possui e cultiva uma plantação, obedecendo a um regime comunitário, em cooperativismo. São produzidos pela agricultura anobonense: Palmas, palmeiras, fruta-pão, bananas, mamão, manga, laranja, tamarindo, tomate, pepino, melão, batatas, cana-de-açúcar, tabaco, e muitas outras plantas de valor para o homem da ilha. É muito tradicional possuir grandes jardins com muitas flores.
A ilha de Ano-Bom é também o local mais próximo do ponto de intersecção entre o meridiano de Greenwich e a linha Equador.